# Idrottsföreningen Kamraterna Kalix
O IFK Kalix é um clube de futebol da Suécia. Sua sede fica localizada em Kalix.